# SRF (azienda)
La SRF (Schweizer Radio und Fernsehen) è l'azienda radiotelevisiva pubblica della Svizzera tedesca e romancia, divisione della SRG SSR.
Ha sede a Leutschenbach, sobborgo a nord di Zurigo, e al momento ha il monopolio nella copertura televisiva in tutta la Svizzera tedesca e nei territori romanci. Gli studi principali sono siti a Basilea, Berna e Zurigo. L'attuale direttrice è Nathalie Wappler.
Fino al 4 dicembre 2005 l'azienda si chiamava SF DRS: il nome era un costrutto con SF (per Schweizer Fernsehen - Televisione svizzera) e DRS (per Deutsche und Rätoromanische Schweiz - Svizzera tedesca e retoromanza) e perciò corrispondeva anche alla radio germanofona della Svizzera (SR DRS - Schweizer Radio DRS).
Nell'era delle radio a onde medie l'emittente era spesso chiamata Radio Beromünster, dal nome della località dove sorgeva il trasmettitore, e sui quadranti degli apparecchi radio era individuata solo come Beromünster.

## Storia

### Schweizer Radio DRS
Nel 1931 venne fondata la SRG ed entrò in servizio il trasmettitore in onde medie di Beromünster (Canton Lucerna) per la Svizzera tedesca, analogamente a quanto accadeva a Sottens (Canton Vaud) per la Svizzera romanda e a Monte Ceneri per la Svizzera italiana (nel 1933).
Quando il romancio fu riconosciuto quarta lingua nazionale nel 1938, iniziarono anche le trasmissioni in questa lingua (regolari dal 1943, dal 1958 considerate come trasmissioni locali).
Su pressione degli editori, nei primi anni erano autorizzati solo pochi notiziari, che consistevano in bollettini registrati dalla SDA (Schweizerische Depeschenagentur), l'agenzia di stampa svizzera.
Durante la seconda guerra mondiale Radio Beromünster era molto seguita anche in Germania, in quanto era una fonte indipendente dal regime Nazista.
Dopo la seconda guerra mondiale fu rinnovata la concessione alla SRG. Il 17 settembre 1945 furono allentate le restrizioni relative ai notiziari e fu trasmessa la prima edizione dell'Echo der Zeit. Negli anni successivi furono inviati i primi corrispondenti dall'estero.
Nel 1956 fu inaugurato il Secondo Programma con trasmissioni in modulazione di frequenza. Nel 1961 iniziarono le trasmissioni regolari in FM delle emittenti locali. Radio Beromünster cominciò a trasmettere per la prima volta la domenica un programma continuato dalle 6.15 alle 23.15, e dal 1963 anche nei giorni feriali.
Nel 1964 fu costituita la Radio- und Fernsehgesellschaft der deutschen und rätoromanischen Schweiz ("Società radiotelevisiva della Svizzera tedesca e romancia" - DRS). 

Il marchio della SR DRS dal 2007

Nel 1967 Radio Beromünster prese il nome di Schweizer Radio DRS e negli annunci delle trasmissioni l'espressione Schweizerischer Landessender Beromünster ("Trasmettitore regionale svizzero di Beromünster") fu sostituita da Schweizer Radio ("Radio svizzera").
Nel 1971 la SRG ottenne la totale responsabilità per la messa in onda dei notiziari e nel novembre del 1978 iniziarono i notiziari regionali.
Nel 1983 partì il terzo canale radio. Nel 1996 venne inaugurato il canale Musikwälle 531 di canti tradizionali e musica popolare.
Nel 1999 iniziò la trasmissione in DAB (Digital Audio Broadcasting). Iniziò le trasmissioni anche il canale per giovani Virus, che tuttavia viene trasmesso soltanto via cavo.
I programmi della Schweizer Radio DRS erano prodotti nei centri di produzione di Basilea, Berna e Zurigo oltre che nelle sedi regionali di Aarau, Coira, San Gallo e Lucerna: a Zurigo erano prodotti i programmi di DRS 1, DRS 3, DRS Musikwelle e DRS Virus, quelli di DRS 2 da Basilea, i programmi di DRS 4 News e i notiziari dagli studi di Berna. Infine, i notiziari locali di DRS 1 erano trasmessi da tutti e sette i centri.
Alla fine del 2012, in seguito all'unificazione delle attività televisive e radiofoniche in un'unica società, anche le radio si rinnovano i propri marchi, adottando il nuovo marchio Radio SRF e rinnovando il proprio sito web.

### Schweizer Fernsehen
- 1939: Prima prova TV in occasione dell'Esposizione Nazionale 1939
- 1953: SRG diffonde in prova un programma di un'ora per 5 sere a settimana dallo Studio Bellerive
- 1963: Trasmissione del primo programma in romancio
- 1964: Inizio della pubblicità in televisione
- 1968: Introduzione della televisione a colori (in Italia venne introdotta nel 1977)
- 1974: Il magazine per i consumatori Kassensturz viene trasmesso per la prima volta
- 1984: Inizio definitivo per il Teletext
- 1984: Inizio del canale 3sat gestito insieme a ZDF e ORF
- 1987: Peter Schellenberg viene eletto direttore della televisione
- 1990: Inizio dello schema dei programmi „90“
- 1997: Inizio di SF2
- 1999: Inizio di SFi (SFinfo) nell'area di Zurigo
- 2001: SFi viene trasmesso in tutta la Svizzera tedesca
- 2003: A fine gennaio 2003 iniziò in Engadina la trasmissione sperimentale in tecnica digitale, seguita dal Canton Ticino e dalla regione del Lago di Ginevra
- 2004: Ingrid Deltenre diventa la nuova direttrice della televisione
- 2005: a metà maggio 2005 la produzione di trasmissioni PALplus viene sospesa. SF DRS ottenne dal 5 dicembre 2005 il nuovo nome SF Schweizer Fernsehen. Il canale SF2 si chiama ora SF zwei. Inoltre le ammiraglie del SF DRS, la Tagesschau e 10vor10 subiscono un restyling che terminerà nell'estate 2006 con la trasmissione delle previsioni del tempo Meteo, la trasmissione di discussione Der Club così come il magazine d'informazione Rundschau
- 2006: Dall'estate 2006 gli avvenimenti sportivi verranno trasmessi solamente in 16:9
- 2007: Le trasmissioni ricevute in 16:9 verranno diffuse completamente in questo formato e non più convertite in 4:3. Nell'ottobre 2007 creazione della rete DVB-T in Svizzera sarà completata.
- 2008: Test HDTV
- 2010: HDTV completato

### L'unificazione
Schweizer Radio DRS e Schweizer Fernsehen (SF) si sono fuse il 1º gennaio 2011, dando vita alla Schweizer Radio und Fernsehen (SRF), a sua volta un'unità produttiva della SRG SSR. I programmi della radiotelevisione pubblica sono finanziati con il canone. La SRF occupa 2.150 collaboratori, dei quali circa 1.550 a tempo indeterminato.

## Televisione
I canali della SRF sono ricevibili in Svizzera via satellite, cavo o Internet mentre in digitale terrestre, solo in Alto Adige, sono ricevibili SRF 1 e SRF zwei tramite i mux della Radiotelevisione Azienda Speciale. Mentre SRF 1 e SRF zwei sono interamente codificati, SRF info è in chiaro (tranne per i notiziari sportivi e in una parte della fascia notturna).
I tre canali televisivi sono:

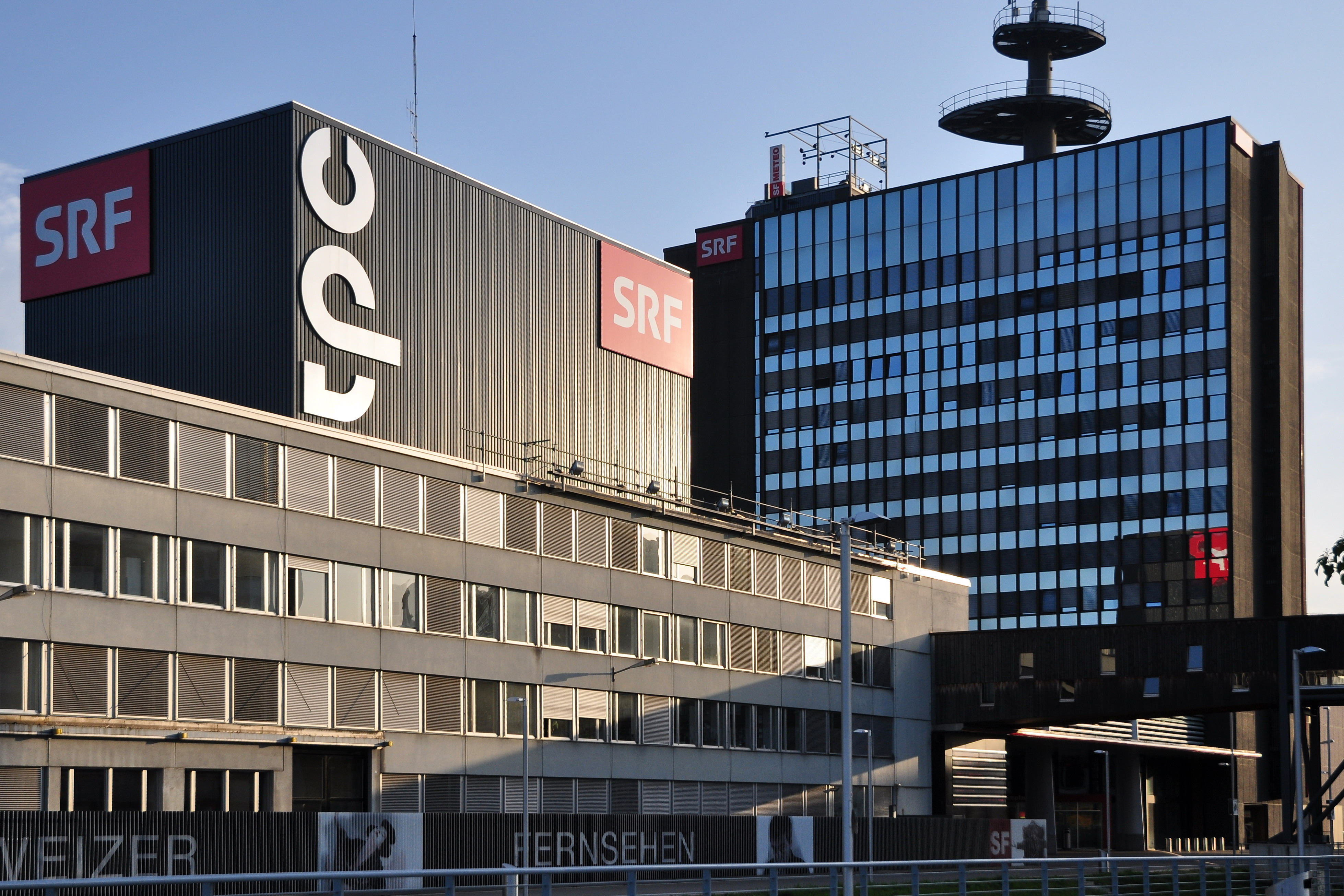
Gli studi SRF di Zurigo

- SRF 1, canale di carattere generalista.
- SRF zwei, canale dedicato prevalentemente all'intrattenimento.
- SRF info, canale dedicato esclusivamente all'informazione.

PresseTV ha una propria concessione per programmi su SRF zwei e SRF info. La RTR irradia le proprie trasmissioni in lingua romancia come Telesguard (Telegiornale), Cuntrasts e l'Istorgia da buna notg (Storia della buona notte) su SRF 1.

## Radio
- Radio SRF 1
- Radio SRF 2 Kultur
- Radio SRF 3
- Radio SRF 4 News
- Radio SRF Virus
- Radio SRF Musikwelle

Radio SRF 1 è ricevibile in modalità FM in tutta la Svizzera, mentre il secondo e il terzo canale unicamente nelle regioni germanofone. L'intera offerta radio è distribuita via cavo (principalmente in modalità digitale).

## Palinsesto

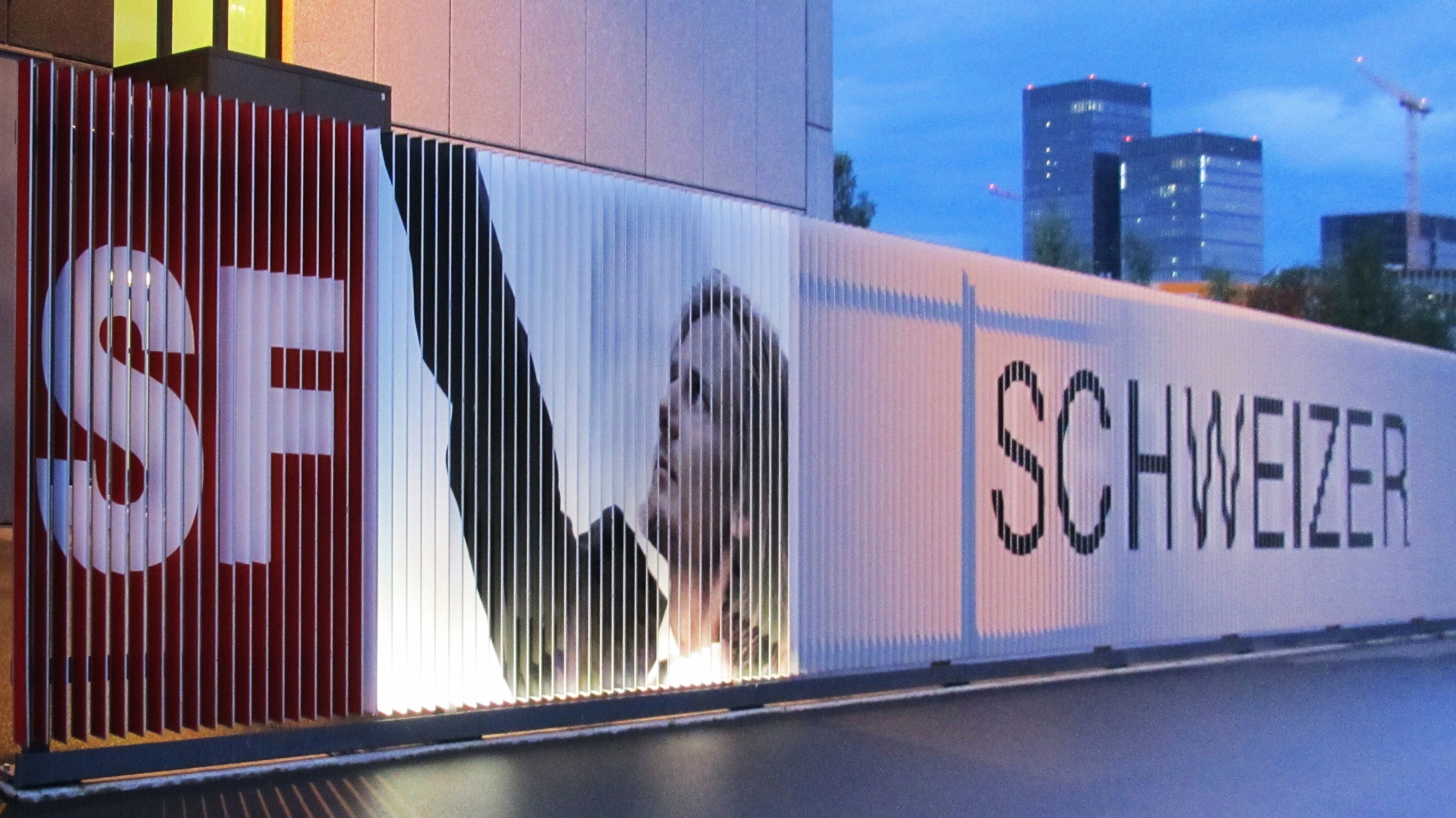

- SRF Tagesschau (Telegiornale SRF)- notiziario quotidiano, edizione principale alle 19:30 su SRF 1 e SRF zwei.
- SRF Meteo - ogni giorno su SRF 1 e SRF zwei, alle 12:50 e alle 19:50, le previsioni del tempo per la Svizzera
- SRF 10vor10 (SRF 10 meno 10) - notiziario, dal lunedì al venerdì su SRF 1 alle 21:50
- MTW (Menschen Technik Wissenschaft, Uomini Tecnica Scienza) - il giovedì su SRF 1, magazine sulla ricerca e la scienza
- Kassensturz - il martedì alle 21:50 su SRF 1, magazine dei consumatori
- Sternstunde Philosophie / Sternstunde Religion (Grande momento filosofia / Grande momento religione) - il sabato su SRF 1, magazine
- Arena - colloquio tra politici, il venerdì sera su SRF 1
- SRF Sport - ogni giorno
- SRF Börse (SRF Borsa) - da luglio 2006
- SRF Spezial (SRF Speciale) - non regolare, in occasioni speciali e nella programmazione estiva
- Schweiz Aktuell (Svizzera attualità) - Dal lunedì al venerdì alle 19:00 su SRF 1, notiziario con notizie dalla Svizzera
- Der Club (Il club) - su SRF 1, magazine di discussione
- Rundschau (Sguardo attorno) - di mercoledì su SRF 1, magazine d'informazione
- Telesguard (letteralmente telesguardo) - dal lunedì al venerdì, telegiornale in lingua romancia
- Eurovision Song Contest - semifinale su SRF zwei, finale su SRF 1

## Cooperazione
SRF gestisce insieme ad ARD e ZDF (Germania) e ORF (Austria) il canale televisivo 3sat. Nel campo dell'informazione e dell'intrattenimento SF lavora strettamente con ARD e ZDF. SRF produce anche alcuni programmi per il canale culturale franco-tedesco Arte. SRF fa anche parte dell'Eurovisione. I meteorologi del Schweizer Fernsehen producono anche le previsioni meteorologiche per la ARD.

## Quota di mercato
Nell'anno 2003 la quota di mercato di SRF1 (come SF1) raggiunse il 38%, di SRF zwei (come SF2) l'8%. Paragoni: RTL è con il 7% di quota di mercato al terzo posto.

## Critiche
SRF è spesso criticata dagli svizzeri non tedeschi e dai tedeschi non svizzeri per l'abuso che si fa dei dialetti del tedesco svizzero (Schwyzerdüütsch) nei programmi televisivi, tra i quali vi è il meteo o molti cartoni animati per bambini piccoli. In questo modo si impedisce agli svizzeri romandi e italiani di poter seguire trasmissioni in un tedesco standard imparato a scuola, mentre i tedeschi non svizzeri accusano gli svizzeri tedeschi di non voler rendere fruibile la televisione svizzera a chi non parla un dialetto alemannico. Il Tagesschau è uno dei pochi programmi di produzione propria in Hochdeutsch, talvolta con un forte accento comunque alemannico.